# Staromestská (Bratislava)
Staroměstská ulice je ulice ve Starém Městě Bratislavě. Vznikla zničením velké části Starého Města kvůli výstavbě Nového mostu.
Začíná nájezdem Nového mostu a končí podjezdem pod Hodžovo náměstí.
Nachází se zde:
- Staroměstská 6 – Obvodní úřad Bratislava

V blízkosti ulice Staroměstská se nacházejí ulice:
- Kapucínska
- Pilárikova
- Veterná
- Židovská

## Galerie

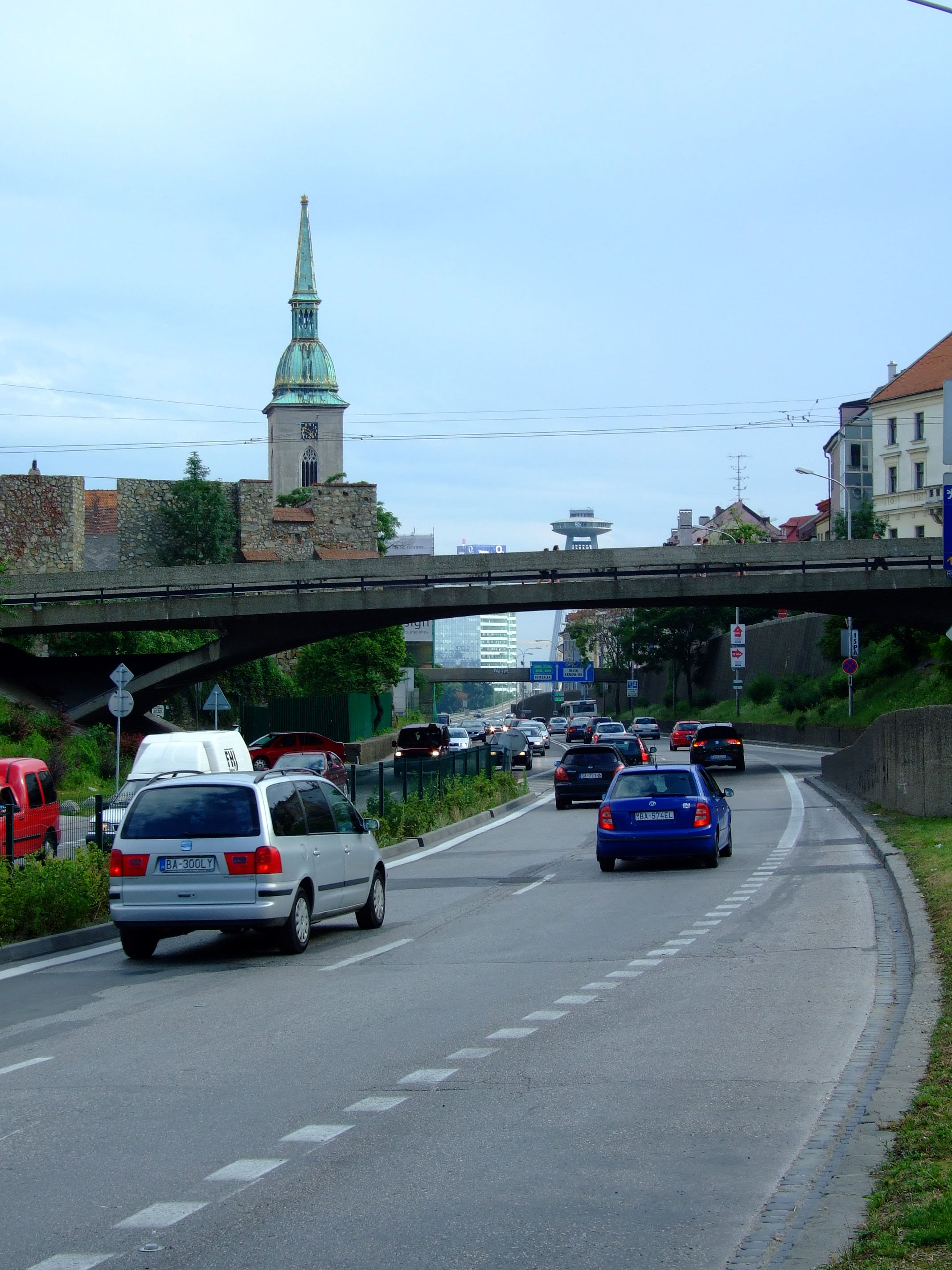
Magistrála od severu
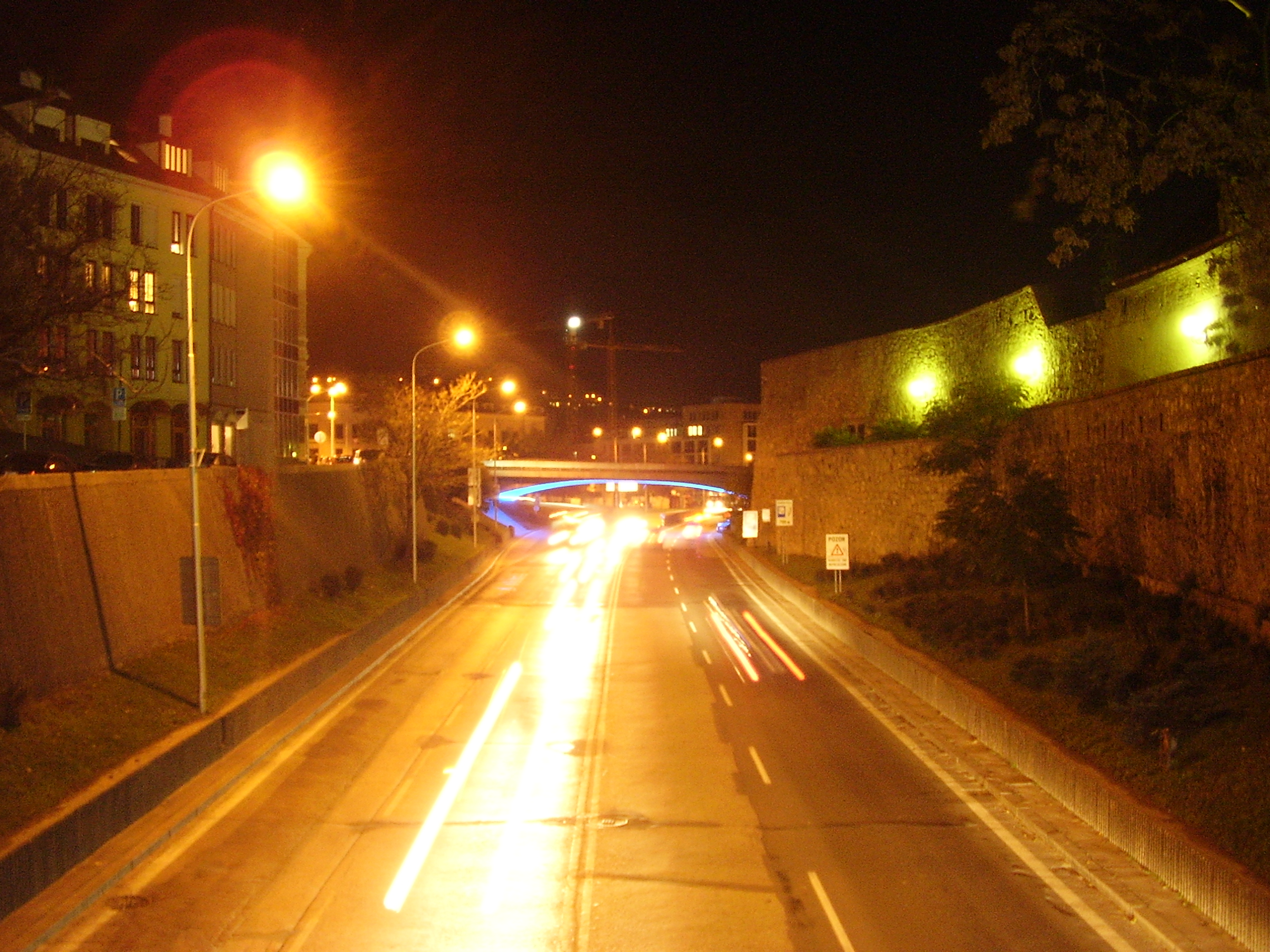
Staromestská v noci
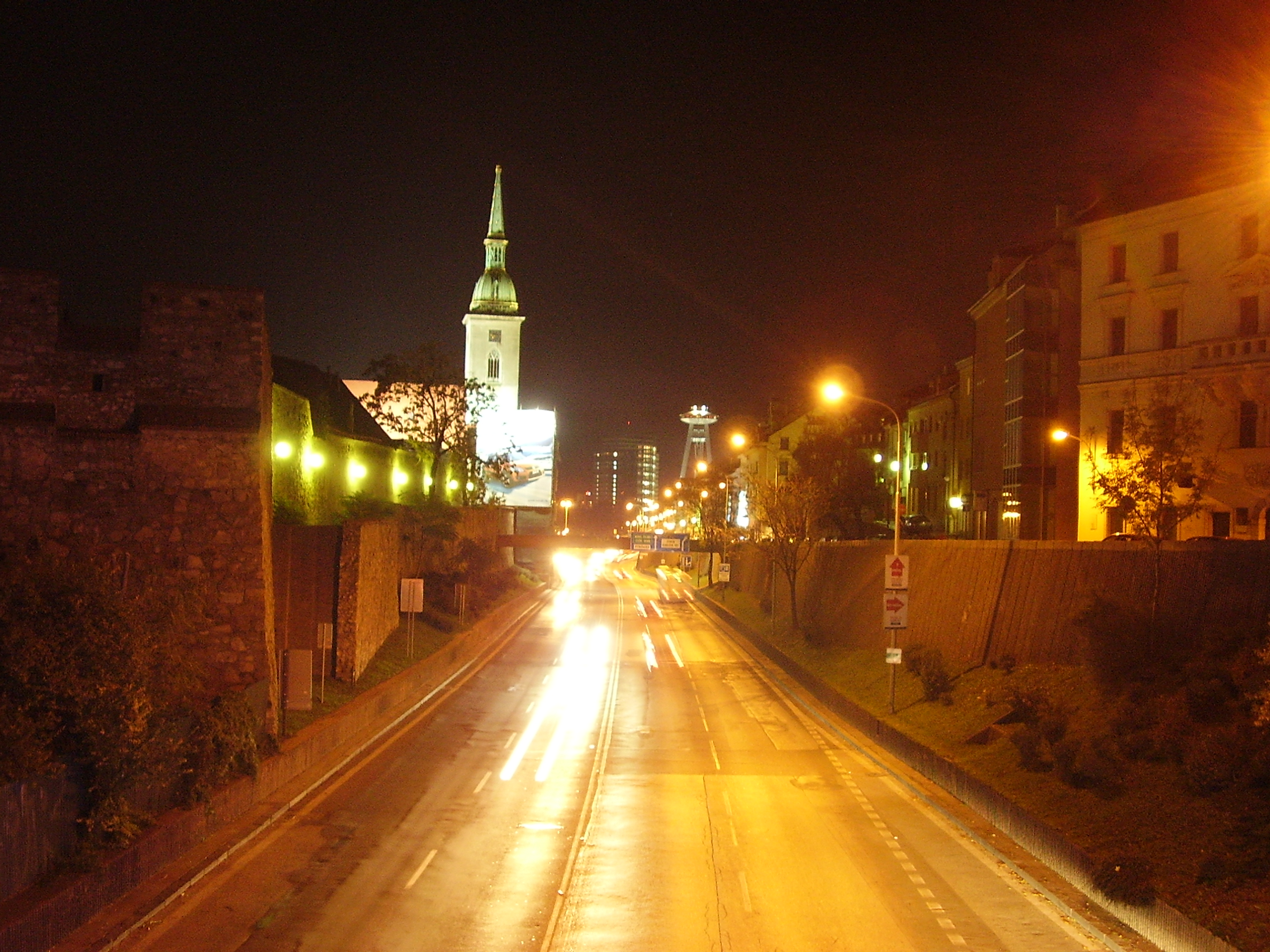
Staromestská v noci
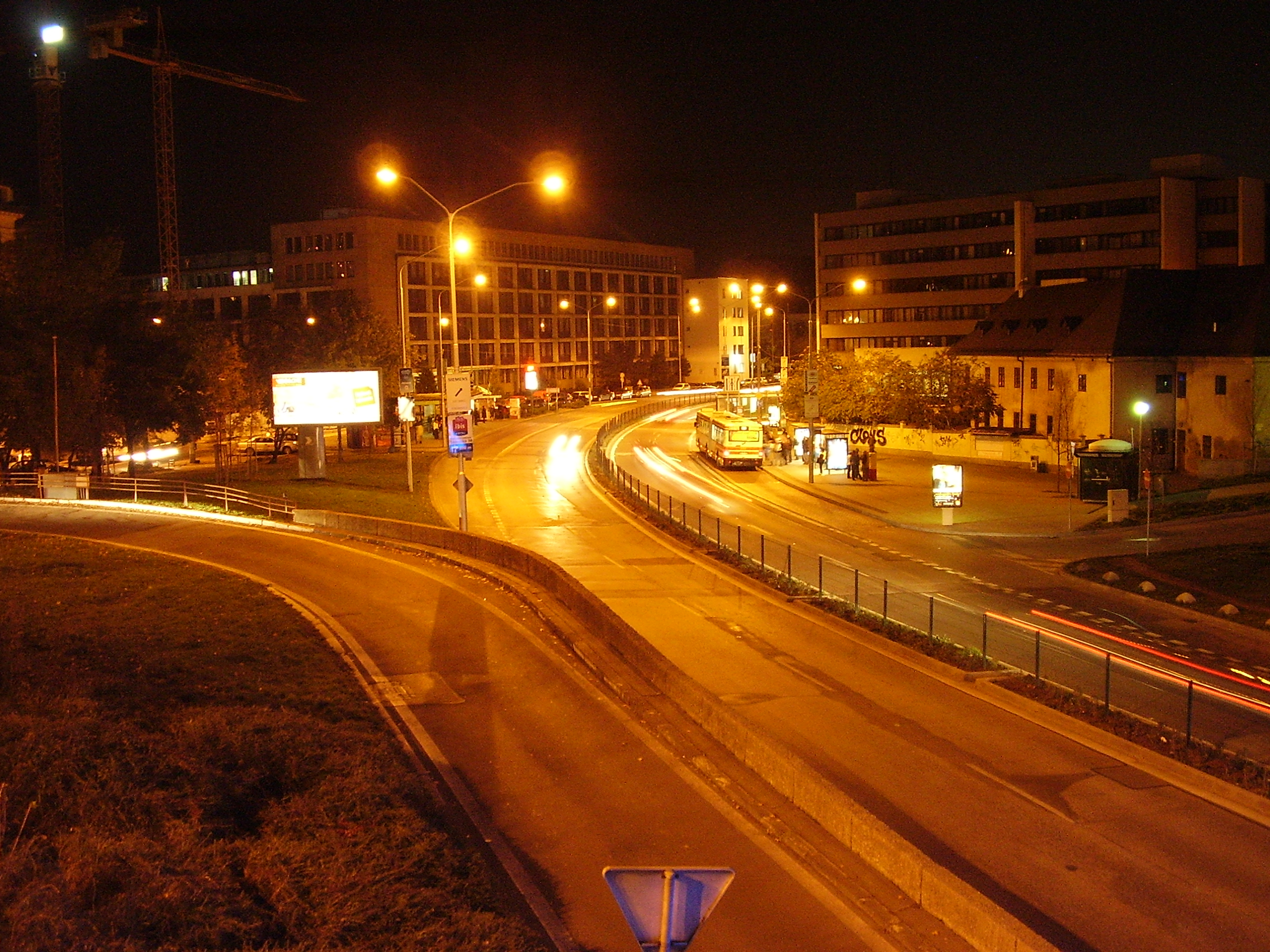
Staromestská v noci